# هوگو فوگل
هوگو فوگل (آلمانی: Hugo Vogel؛ ‏ ۱۵ فوریهٔ ۱۸۵۵ – ۲۶ سپتامبر ۱۹۳۴) نقاش و استاد دانشگاه اهل آلمان بود. وی بیشتر در زمینهٔ چهره‌نگاری و تقاشی از مناظر تاریخی فعالیت داشت.
وی دانش‌آموختهٔ مدرسه هنر دوسلدورف و از شاگردان ویلهلم زون و ادوارد فن گبهارت بود. وی در سال ۱۸۹۳ به پاریس رفت تا به تکمیل تحصیلات خود زیر نظر ژول لوفور بپردازد. وی در طول سال‌های ۱۹۱۵ تا ۱۹۱۷ و جریان جنگ جهانی اول، پاول فن هیندنبورگ را در جبهه شرقی همراهی کرد و نقاش رسمی چهرهٔ او بود.
وی همچنین برندهٔ جوایزی همچون مدال طلا شده‌است.

## بیشتر بخوانید
- Hugo Vogel, Als ich Hindenburg malte (When I Painted Hindenburg), Ullstein Verlag, 1927
- Sabine Liebscher. In the Magdeburger Biographisches Lexikon, Magdeburg 2002, شابک ‎۳−۹۳۳۰۴۶−۴۹−۱